# الجمعية المرجعية للجينوم

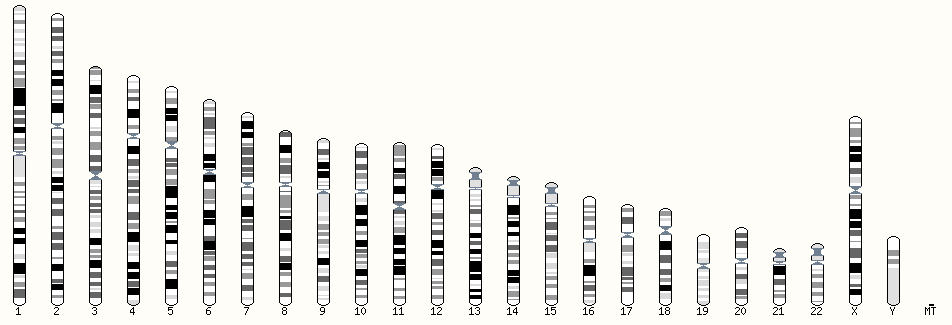
الجينوم المرجعي البشري الكامل كما ذكر في التجميع GRCh38 / hg38.

الجمعية المرجعية للجينوم أو الاتحاد المرجعي للجينوم (GRC) هي مجموعة دولية من المعاهد الأكاديمية والبحثية ذات الخبرة في رسم خرائط الجينوم وتسلسلها والمعلوماتية، وقد تأسست بغرض تحسين تمثيل الجينومات المرجعية.
عندما وُصف المرجع البشري لأول مرة، كان من الواضح أن بعض المناطق كانت معارضة للتحليل باستخدام التكنولوجيا المتاحة، مما تسبب في فجوات في التسلسل المعروف. عندما تم وصف المرجع البشري لأول مرة ، كان من الواضح أن بعض المناطق كانت مقاومة للتحليل باستخدام التكنولوجيا المتاحة ، مما يترك فجوات في التسلسل المعروف. المبرر الأساسي لتحسين التجميعات المرجعية هو أنها تعمل كأساس لجميع دراسات الجينوم الكاملة (على سبيل المثال مشروع 1000 جينوم [الإنجليزية]).
الجمعية المرجعية للجينوم هي مشروع تعاوني يتفاعل مع مجموعات مختلفة في المجتمع العلمي. المعاهد الأعضاء الأساسيين هم:
- معهد ويلكوم سانجر [الإنجليزية]
- معهد ماكدونيل للجينوم [الإنجليزية] في جامعة واشنطن.
- معهد المعلوماتية الحيوية الأوروبي.
- المركز الوطني لمعلومات التقانة الحيوية.
- قاعدة بيانات سمك الزيبرا (دانيو مخطط).
- قاعدة بيانات جينوم الفئران.

تهدف الجمعية إلى تصحيح العدد الصغير من المناطق في المرجع التي يتم تمثيلها بشكل خاطئ حاليًا، وسد أكبر عدد ممكن من الفجوات المتبقية وإنتاج تجميعات بديلة لموقع كروموسومي متغير عند الضرورة.
كان التركيز في البداية على الجينوم المرجعي للإنسان والفأر، ولكن مع توسع الجمعية تم تضمين المزيد من الكائنات الحية. تلقى مركز الخليج للأبحاث في أكتوبر 2010 الصيانة الكاملة وتحسين تسلسل جينوم سمك الزيبرا. إضيف الجينوم المرجعي للدجاج إلى مركز الخليج للأبحاث في عام 2015، وأضيفت مجموعة جينوم الفئران إلى مركز الخليج للأبحاث في نوفمبر 2020.
اعتبارًا من سبتمبر 2019، كانت إصدارات التجميع الرئيسية للإنسان والفأر وسمك الزرد والدجاج هي GRCh38 و GRCm38 و GRCz11 و GRCg6a على التوالي. إصدارات التجميع الرئيسية لا تتبع دورة ثابتة؛ ومع ذلك هناك تحديثات تجميعية طفيفة في شكل بقع الجينوم والتي إما تصحح الأخطاء في التجميع أو تضيف مواقع بديلة إضافية. يتم تمثيل هذه التجميعات في متصفحات وقواعد بيانات مختلفة للجينوم بما في ذلك مشروع قاعدة بيانات الجينوم إنسنبل وتلك الموجودة في المركز الوطني لمعلومات التقانة الحيوية و متصفح الجينوم UCSC [الإنجليزية].

## العلماء البارزين
- ديانا إم تشيرش [الإنجليزية]، باحثة في المعلوماتية الحيوية وعلم الجينوم.[6]
- ريتشارد دوربين [الإنجليزية]، عالم الأحياء الحاسوبية في جامعة كامبريدج.[7]
- تيم هوبارد [الإنجليزية]، عالم الأحياء الحاسوبية في كينجز كوليدج لندن ورئيس تحليل الجينوم في شركة جينومكس إنجلاند في إنجلترا.[8]

## روابط خارجية
- Genome Reference Consortium

Institute Homepages
- The European Bioinformatics Institute
- The Genome Institute at Washington University
- The National Center for Biotechnology Information
- The Wellcome Trust Sanger Institute